# 147-я стрелковая дивизия (1-го формирования)
147-я стрелковая дивизия (1-го формирования) — постоянное формирование (стрелковая дивизия) РККА ВС СССР в Великой Отечественной войне.
Сокращённое наименование — 147 сд (147 сд (I)).

## История

### История формирования
Из исторического формуляра управления 147-й стрелковой дивизии от 29 ноября 1939 года:
- 28.08.1939 104-й стрелковый полк 25-й Чапаевской стрелковой дивизии(ранее входивший в состав 75-й стрелковой дивизии), дислоцированный в городе Лубны Полтавской области развёрнут в 147-ю стрелковую дивизию, вошедшую в состав 55-го стрелкового корпуса.
- 01.09.1939 147-я стрелковая дивизия на основании шифротелеграммы военного совета ХВО № 4/209 отмобилизована на большие учебные сборы по штатам военного времени в обстановке начавшейся войны между Германией и Польшей.
- К 13.09.1939 оформлены все партийные организации дивизии. В этот же день состоялась первая дивизионная партийная конференция.
- 23.09.1939 части дивизии посетил и присутствовал на дивизионном учении командующий войсками ХВО, депутат Верховного Совета СССР — комкор тов. Смирнов, который дал дивизии положительную оценку.
- С 29.09 по 01.10.1939 комиссия НКО под председательством майора Мехета поверяла боевую подготовку дивизии на больших учебных сборах. Комиссия признала дивизию боеспособной и готовой выполнять боевые задачи. Ведущим полком признан 551-й стрелковый полк, отстающим — 640-й стрелковый полк (акт комиссии от 07.10.1939).
- 09.11.1939 перешла на штаты мирного времени и вошла в состав 14-го стрелкового корпуса.

К 15.05.1940 в соответствии с директивой НКО № 0/2/104058 от 10.04.1940 дивизия передислоцирована в Одесский военный округ в город Кировоград. В июне/июле 1940 года в составе 9-й армии Южного фронта принимала участие в Освободительном походе в Бессарабию. После завершения похода расквартирована в Кривом Роге, на территории военного городка № 1 и Александрии.

### Боевые действия
На 22.06.1941 находилась в местах постоянной дислокации (Одесский военный округ, Кривой Рог и Александрия). В первые дни войны происходило пополнение приписным составом, материальной частью и вооружением. В последних числах июня 1941 года начала переброску по железной дороге в полосу главных сил ЮЗФ в район Шепетовка, Полонное, на линию старых УРов, на стык 5-й и 6-й армии. По прибытии со 02.07.1941 по 04.07.1941 в указанный район сразу же оказалась на направлении главного удара 1-й танковой группы противника. Дивизия вошла в состав 7-го стрелкового корпуса Уже утром 5 июля дивизия вступила в бой в Шепетовском укреплённом районе. Войска 7 ск (147-я и 206-я сд) не смогли изменить обстановку и оставили Шепетовский укреплённый район.
Директивой Г. К. Жукова, начальника Генерального штаба РККА, 01.07.1941 дивизия была перенаправлена в Киевский укреплённый район (в дальнейшем КиУР).
Имеет непосредственное отношение к 147-й стрелковой дивизии информация, содержащаяся в докладе Начальника артиллерии ЮЗФ от 14.07.1941: «Об обеспеченности частей ЮЗФ артиллерийским и стрелково-миномётным вооружением по состоянию на 10.07.1941»:
…на территории военных действий имелись части, которые совершенно не были вооружены даже обыкновенными винтовками, как например:

3.Прибывающие из других округов регулярные части тоже были недоукомплектованы (147, 206, 227 сд и другие).
147-я стрелковая дивизия отходила с боями в направлении Нового Мирополя и Житомира, а также южнее, в направлении Белой Церкви. Вела бои в окружении. Понесла крупные потери.
Со второй декады июля 1941 года отошедшие к Киеву, значительно обновлённые и пополненные здесь личным составом и оружием подразделения 147-й стрелковой дивизии (без 551 сп), ведут оборонительные бои в составе частей КиУРа (а с 08.08.1941 в составе 37-й армии) сначала в юго-западном секторе обороны Киевского укреплённого района, а затем в районе Остра.
Дивизия со своими 600-м и 640-м стрелковыми полками вела тяжёлые бои на направлении главного удара 29-го армейского корпуса вермахта во время отражения первого штурма КиУР (4-9 августа 1941 года). В первый день штурма 600-й стрелковый полк был основательно потрёпан. Поэтому командование укрепрайона бросило на поддержку изнемогавшим в неравном бою бойцам свой резерв — 132-й танковый полк (около тысячи человек без танков), а также выставило в ближнем тылу полка заградительные отряды. 7 августа 600 сп 147-й дивизии опять не выдержал натиска немцев и отошёл к понтонной переправе близ острова Водников, намереваясь отступить на левый берег Днепра. Но полк привели в чувство, и он занял оборону на правом берегу Днепра фронтом на юг-юго-запад. Советские войска медленно отступали к границе города. 8-9 августа напряжённый бой разгорелся возле Сельскохозяйственной академии, чьи здания несколько раз переходили из рук в руки. Не лучше было состояние 640 стрелкового полка: к 10 августа он насчитывал всего 300 человек. В дальнейшем личный состав дивизии пополнялся либо маршевыми пополнениями, либо киевскими ополченцами.
Начиная с 10 августа, немцы прекратили штурм и начали по своему решению отход на исходный рубеж. Советские войска, в том числе и 147 сд, безуспешно пытались опрокинуть вражеские арьергарды. Но крайняя усталость и слабость войск не позволили прорвать оборону противника и отбросить его за передовой рубеж КиУР. Тем не менее были освобождены некоторые киевские пригороды, такие как Мышеловка и Пирогов. Началась фаза позиционной войны и планомерной осады укрепрайона.
К 10 сентября назрел кризис на стыке 37-й и 5-й армий, где противник начал наступление на Киев вдоль шоссе Чернигов - Киев. Поэтому боевым распоряжением штаба ЮЗФ № 00401 от 10.09.1941 147 стрелковая дивизия покидает КиУР и выходит в район Остра. Здесь она ведёт упорные бои, медленно отступая к восточным пригородам Киева Броварам и Борисполю. С середины сентября 1941 года Юго-Западный фронт оказывается в условиях полного окружения. 17.09.1941 в 23:40 Главком Юго-Западного направления, командующий ЮЗФ и командующий 37-й армии получили разрешение Ставки ВГК на оставление Киевского укреплённого района и города Киева с занятием обороны по восточному берегу Днепра (директива № 002087 Ставки ВГК). Части 147-й стрелковой дивизии, оставив занимаемые позиции, прорывались с боями в юго-восточном направлении на Борисполь и далее на Пирятин, но из окружения вышла лишь небольшая часть личного состава в том числе и командир дивизии, полковник Потехин С. К..

## В составе
- Харьковский военный округ, 55 ск — с 28.08.1939 до 08.11.1939. Место дислокации г. Лубны Полтавской области (директива командующего войсками ХВО № 4/1/001701 от 28.08.1939). Командир дивизии полковник Анттила, комиссар дивизии полковой комиссар Ларин.
- Харьковский военный округ, 14 ск — с 09.11.1939. Место дислокации г. Прилуки Черниговской области (директива командующего войсками ХВО № 4/1/002084 от 09.11.1939) На 29.11.1939 П. П. Вр. командира 147 сд майор Чирков, П. П. комиссар 147 сд полковой комиссар Ларин, начальник штаба 147 сд майор Гладун.
- Одесский военный округ с 15.05.1940 (директива НКО № 0/2/104058 от 10.04.1940)
- Одесский военный округ, 48 ск — с 03.1941 до 06.1941
- Одесский военный округ, 7 ск — на 22.06.1941
- Южный фронт, 7 ск (116, 147, 196, 206 сд) — с 24.06.1941 (директива ставки ГК от 24.06.1941 № 20466)
- Юго-Западный фронт, 6-я армия, 7 ск (а именно две дивизии: 147-я и 206-я) — с 28.06.1941 (сообщение Начальника оперативного управления ГШ № 0040 от 27.06.41 г.; приказ командующего ЮФ от 28.06.41 г.)
- Юго-Западный фронт, Киевский укреплённый район — с 11.07.1941
- Юго-Западный фронт, 37-я армия — с 08.08.1941

## Состав
- управление (штаб)
- 551-й стрелковый полк (подполковник А. Г. Яцун)
- 600-й стрелковый полк
- 640-й стрелковый полк
- 379-й лёгкий артиллерийский полк
- 278-й гаубичный артиллерийский полк (до 10.09.1941, уничтожен в окружении в районе Нового Мирополя)
- 231-й отдельный артиллерийский дивизион (на 21.02.1940 231-й дивизион П. Т. О.(ДПТО))
- 339-й отдельный зенитный артиллерийский дивизион
- 170-й отдельный разведывательный батальон
- 281-й отдельный сапёрный батальон (место дислокации в ХВО г. Гадяч)
- 193-й отдельный батальон связи
- 151-й медико-санитарный батальон
- 143-й взвод дегазации
- 102-й автотранспортный батальон
- 124-я ремонтно-восстановительная рота
- 146-я полевая хлебопекарня
- 130-й дивизионный ветеринарный лазарет
- 905-я полевая почтовая станция (осенью 1941 г. был присвоен № 170)
- 350-я полевая касса Госбанка
- 344-й гаубичный артиллерийский полк (в КиУРе)
- 438-й отдельный танковый батальон (основание: формуляр «Сведения о составе частей 147 сд» начато: 20.02.1940. фонды РГВА)
- 127-й дивизионный госпиталь (основание: формуляр «Сведения о составе частей 147 сд» начато: 20.02.1940. фонды РГВА)
- штабная батарея НАД (основание: формуляр «Сведения о составе частей 147 сд» начато: 20.02.1940. фонды РГВА)

## Командиры
- Анттила, Аксель Моисеевич (28.08.1939 — 19.11.1939), полковник
- Миронов, Константин Иванович (29.11.1939 — 01.08.1941), полковник (попал в окружение в районе Нового Мирополя), с 10.1941 г. по 04.1942 г. командир 113-й стрелковой дивизии, погиб при выводе дивизии из окружения в составе 33-й армии 15 апреля 1942 г.(основание: данные ОБД «Мемориал», воспоминания бывшего начальника штаба 147 сд (I ф) Чиркова П. М. — Мемориальный комплекс «Национальный музей истории Великой Отечественной войны 1941—1945 гг.», Украина, г. Киев).
- Потехин, Савва Калистратович [i010.radikal.ru/0908/cc/0ca9d2ae6500.jpg] (02.08.1941 — 05.12.1941), полковник, (1892—1944) . В дальнейшем с 05.12.1941 по 14.06.1942 командир 30-й стрелковой дивизии, с 09.01.1943 до апреля 1943 заместитель командира 5-го гвардейского механизированного Зимовниковского орденов Кутузова и Александра Невского корпуса, с апреля 1943 по 22.08.1944 заместитель командира 4-го гвардейского механизированного корпуса. Согласно постановлению № 274 от 11.03.1944 — генерал-майор, погиб 22.08.1944 года в окрестностях молдавского села Твардица, где на месте гибели в 1984 году установлена мемориальная плита с надписью «Здесь 22 августа 1944 г. погиб генерал-майор танковых войск Савва Калистратович Потехин», похоронен в Одессе. В его честь в 1971 году в Голосеевском районе города Киева названа улица, а 23.05.2007 г. на доме № 6 этой улицы открыта мемориальная доска.

## Командный состав полков и управления дивизии
- Военный комиссар дивизии, батальонный комиссар Бабенко, Фёдор Иванович
- Начальник штаба дивизии, полковник Чирков, Пётр Михайлович, в дальнейшем генерал-лейтенант, командир 15-й гвардейской стрелковой Харьковско-Пражской дважды Краснознамённой орденов Ленина, Суворова, Кутузова ІІ степени дивизии.
- Командир 551-го стрелкового полка, Гололобов В. Ф.
- Командир 640-го стрелкового полка, майор Починок Павел Иванович.
- Командир 379-го лёгкого артиллерийского полка, майор Болобонов, Геннадий Михайлович [s43.radikal.ru/i101/0908/09/7ef3d40228c2.jpg]. На 20.02.1940: комиссар — батальонный комиссар Таращук, нач. штаба — капитан Калиниченко (Калищенко)
- Командир 170-го отдельного разведывательного батальона майор Савчук В. Х., с сентября 1941 г. — старший лейтенант Ярмоленко В. Н.
- Командир 339-го отдельного зенитно-артиллерийского дивизиона капитан Миллер М. Г.(с сентября 1941 г. — заместитель начальника оперативного отдела УПВО войск ЮЗФ)
- Командир 231-го отдельного артиллерийского дивизиона (на 21.02.1940 года – 231-й отдельный дивизион ПТО) - капитан Винников Алексей Иванович.https://pamyat-naroda.ru/heroes/kld-card_uchet_officer2370749/?static_hash=af435591e1d7b7814bca8fd394f49583
- Начальник сан. службы 147-й стрелковой дивизии военврач 2-го ранга Майзель Моисей Самуилович (согласно приказу главного военно-медицинского управления от 17 сентября 1946 года отдела кадров №1057259с признан пропавшим безвести в 1941-м году. Как позднее выяснилось, ему удалось выйти из окружения. С февраля 1942 года по июнь 1942 года - старший врач 286-го полка 111 стрелковой дивизии, затем - старший врач 70 стрелкового полка 24 стрелковой дивизии, с июня 1942 года по октябрь 1942 года был старшим врачом 71 гвардейского стрелкового полка 24 гвардейской стрелковой дивизии. В 1942 – 1943 годах находился на излечении в военном госпитале № 432 в г. Вологде. Похоронен на кладбище № 1 г. Череповца Вологодской области.

## Память
- В городе Кривой Рог, на улице Ленина, дом № 58 (бывшая комендатура Криворожского гарнизона) установлена мемориальная доска в честь 41-й и 147-й стрелковых дивизий.